# Дуйшеєв Есенбек
Есенбек Дуйшейович Дуйшеєв (22 червня 1941, село імені Калініна Ленінпольського району, тепер село Интимак Бакай-Атинського району Таласької області, Киргизстан — 22 грудня 2021, місто Бішкек, Киргизстан) — киргизький радянський діяч, 1-й заступник голови Ради міністрів Киргизької РСР. Народний депутат Киргизької РСР 11—12-го скликань. Член Центральної контрольної комісії КПРС та член Президії ЦКК КПРС у 1990—1991 роках.

## Життєпис
Народився в селянській родині.
У 1963 році закінчив Киргизький сільськогосподарський інститут імені Скрябіна.
У 1963—1966 роках — механік, головний інженер колгоспу імені Калініна Ленінпольського району Киргизької РСР.
Член КПРС з 1965 року.
У 1966—1975 роках — керівник Совєтського відділення «Киргизсільгосптехніки»; керівник Узгенського районного об'єднання «Киргизсільгосптехніки»; керівник Таласького районного об'єднання «Киргизсільгосптехніки».
У 1975—1979 роках — начальник головного управління механізації та електрифікації Міністерства сільського господарства Киргизької РСР.
У 1979—1980 роках — завідувач відділу Управління справами Ради міністрів Киргизької РСР.
У 1980—1985 роках — 1-й секретар Іссик-Кульського районного комітету КП Киргизії.
У 1984 закінчив Алма-Атинську вищу партійну школу.
23 грудня 1985 — жовтень 1988 року — 1-й секретар Таласького обласного комітету КП Киргизії.
У 1988 — квітні 1990 року — 1-й заступник голови Державного агропромислового комітету Киргизької РСР — міністр Киргизької РСР.
У квітні — травні 1990 року — 1-й заступник голови Державного комітету Киргизької РСР з сільського господарства та продовольства.
У травні 1990 — 1991 року — 1-й заступник голови Ради міністрів Киргизької РСР — голова Державного комітету Киргизької РСР з сільського господарства та продовольства.
У 1991—1992 роках — державний секретар Кабінету міністрів Республіки Киргизстан. 
З 1992 року — голова Державної комісії Республіки Киргизстан із використання гуманітарної допомоги. 
У 1997—2000 роках — віцепрезидент, голова ради директорів ДАЛК «Айилтехсервіс».
Потім — на пенсії. Помер 22 грудня 2021 року в місті Бішкек.

## Нагороди і звання
- орден Трудового Червоного Прапора
- медалі